# Mimostedes meneghettii
Mimostedes meneghettii là một loài bọ cánh cứng trong họ Cerambycidae.